# Baadasssss!
Pour plus de détails, voir Fiche technique et Distribution.
Baadasssss! est un film américain réalisé par Mario Van Peebles et sorti en 2003. Il s'agit d'un film biographique consacré à son père Melvin Van Peebles (ici joué par Mario lui-même), alors qu'il tente de filmer et de faire distribuer son film Sweet Sweetback's Baadasssss Song, considéré comme l'un des précurseurs de la Blaxploitation, des films produits à Hollywood principalement à destination des Afro-Américains.
Il est présenté au festival international du film de Toronto 2003 puis dans divers festivals avant sa sortie au cinéma l'année suivante. Il ne connait qu'une sortie limitée en salles et ne récolte que très peu d'argent au box-office. Il avait malgré tout reçu de bonnes critiques dans la presse.

## Synopsis
L'acteur afro-américain Melvin Van Peebles vient connu le succès avec son film Watermelon Man (1970). Alors que Columbia Pictures lui propose un contrat de trois films, l'acteur-réalisateur est poussé par son agent Howie Kaufman à tourner une comédie. Face à la représentation des Afro-Américains  au cinéma, souvent présentés comme des méchants ou des comiques, Melvin décide de faire un « film de ghetto » réaliste. Avec Sweet Sweetback's Baadasssss Song, il veut ainsi dépeindre la communauté noire telle qu'il la connaît. Il va tenter de financer, tourner et distribuer lui-même ce projet insolite.

## Fiche technique
Sauf indication contraire, les informations mentionnées dans cette section peuvent être confirmées par la base de données cinématographiques IMDb,  présente dans la section « Liens externes ».
- Titre original : Baadasssss!
- Autres titres : How to Get the Man's Foot Outta Your Ass et Gettin' the Man's Foot Outta Your Baadasssss!
- Réalisation : Mario Van Peebles
- Scénario : Mario Van Peebles et Dennis Haggerty, d'après l'ouvrage Sweet Sweetback's Baadasssss Song: A Guerilla Filmmaking Manifesto de Melvin Van Peebles
- Musique : Tyler Bates
- Direction artistique :  Jorge Borrelli
- Décors : Alan E. Muraoka
- Costumes : Kara Saun
- Photographie : Robert Primes
- Montage : Nneka Goforth et Anthony Miller
- Production : Mario Van Peebles

Coproducteurs : G. Marq Roswell et Tal Vigderson
Producteurs délégués : Michael Mann, Dennis Haggerty et Jerry Offsay
- Sociétés de production : Bad Aaas Cinema, MVP Films et Showtime Networks
- Sociétés de distribution : Mongrel Media (Canada), Sony Pictures Classics (États-Unis)
- Budget : n/a
- Pays de production :  États-Unis
- Langue originale : anglais
- Format : couleur
- Genre : drame biographique, docufiction
- Durée : 108 minutes
- Dates de sortie[1] :
  - Canada : 7 septembre 2003 (festival de Toronto)
  - États-Unis : 20 janvier 2004 (festival de Sundance)
  - États-Unis : 28 mai 2004 (sortie limitée en salles)
- Classification[2] :
  - États-Unis : R
  - Canada : 18A

## Distribution
- Mario Van Peebles : Melvin Van Peebles
- Adam West : Bert
- David Alan Grier : Clyde Houston
- Glenn Plummer : Angry Brother
- John Singleton : "Detroit J"
- Joy Bryant : Priscilla
- Karimah Westbrook (en) : Ginnie
- Khalil Kain : Maurice White
- Khleo Thomas : Mario Van Peebles
- Len Lesser : les jumeaux Manny et Mort Goldberg
- Nia Long : Sandra
- Ossie Davis : Granddad
- Paul Rodriguez : Jose Garcia
- Penny Bae Bridges : Megan Van Peebles
- Rainn Wilson : Bill Harris
- Saul Rubinek : Howie Kaufman
- Terry Crews : "Big T"
- T. K. Carter : Bill Cosby
- Vincent Schiavelli : Jerry
- Melvin Van Peebles : lui-même (caméo)
- Bill Cosby : lui-même (caméo)

## Production
Le tournage a lieu en Californie notamment à Los Angeles.

## Bande originale
La bande originale est publiée sur le label Barely Breaking Even (en).
| No  | Titre                                        | Interprète(s)                | Durée |
| --- | -------------------------------------------- | ---------------------------- | ----- |
| 1.  | No Crew Has Ever Looked Like This (dialogue) |                              | 0:17  |
| 2.  | Main Title Score                             | Baadasssss! Band             | 4:23  |
| 3.  | Breaking The Rules (dialogue)                |                              | 0:09  |
| 4.  | Groove Me                                    | King Floyd                   | 2:57  |
| 5.  | Get Down                                     | War                          | 4:25  |
| 6.  | It's About A Brotha' (dialogue)              |                              | 0:18  |
| 7.  | Lumumba                                      | Miriam Makeba                | 2:43  |
| 8.  | Just Do It (featuring Pharoahe Monch)        | Pete Rock                    | 4:26  |
| 9.  | Gettin' the Man's Foot Outta' Your Ass       | Black Panther Fugitives      | 6:18  |
| 10. | Back Up (dialogue)                           |                              | 0:27  |
| 11. | Cou Cou                                      | Zap Mama                     | 4:10  |
| 12. | Che Che Cole Makossa (featuring Myra Vega)   | Antibalas Afrobeat Orchestra | 4:03  |
| 13. | Jeanie, It's Mel (dialogue)                  |                              | 0:50  |
| 14. | I Came But...                                | Zuco 103                     | 3:46  |
| 15. | Love                                         | Donn                         | 2:48  |
| 16. | How Much? (dialogue)                         |                              | 0:41  |
| 17. | Sweetback's Theme                            | Melvin Van Peebles           | 2:49  |
| 18. | Lil' Money                                   | Eric Roberson (en)           | 4:22  |
| 19. | Green and Gold                               | Rob Ayers                    | 4:49  |
| 20. | I'll Make You A Bet (dialogue)               |                              | 0:30  |
| 21. | Father and Son                               | Baadasssss! Band             | 0:58  |
| 22. | Caught in the Hustle                         | Immortal Technique           | 3:42  |
| 23. | Soul Brothers                                | Baadasssss! Band             | 2:37  |
| 24. | Look Around                                  | Jean Grae                    | 4:49  |
| 25. | Inspiration Walk                             | Baadasssss! Band             | 4:06  |

## Sortie et accueil
Le film reçoit des critiques globalement négatives. Sur l’agrégateur de critiques Rotten Tomatoes, il obtient 91% d'avis favorables pour 109 critiques et une note moyenne de 7,4⁄10. Le consensus suivant résume les critiques compilées par le site : « Un hommage divertissant et intrigant à un père de la part de son fils ». Sur Metacritic, qui utilise une moyenne pondérée, le film obtient une note de 75⁄100 pour 33 critiques. Le journaliste Roger Ebert du Chicago Sun-Times le classe parmi ses films préférés sortis cette année-là. Leonard Maltin l'inclut dans son livre 151 Best Movies You've Never Seen  et écrit notamment : « Mario Van Peebles a écrit, réalisé et joué dans de nombreux films au fil des ans, mais celui-ci est son œuvre la plus personnelle et je pense sa meilleure. »
Cependant, le film ne récolte qu'une sortie limitée et ne rencontre pas le succès commercial. Selon Box Office Mojo, il ne totalise que 365 727 $ au box-office.

## Distinctions
(en) Récompenses pour Baadasssss! sur l’Internet Movie Database

### Récompenses
- Festival du film de Philadelphie 2004 : prix du public
- Black Reel Awards 2005 : meilleur scénario original ou adapté et meilleur réalisateur

### Nominations
- Festival international du film de Gijón 2004 : Grand Prix Asturias du meilleur film
- African-American Film Critics Association 2004 : meilleur film
- NAACP Image Awards 2005 : meilleur film indépendant ou étranger et meilleur acteur pour Mario Van Peebles
- Film Independent's Spirit Awards 2005 : meilleur film, meilleur réalisateur et meilleur scénario
- Black Reel Awards 2005 : meilleur acteur dans un film dramatique pour Mario Van Peebles, meilleure actrice dans un second rôle pour Joy Bryant et meilleur film dramatique